# Stern (autobedrijf)
Stern Groep, kortweg Stern genoemd, was een Nederlands autobedrijf.

## Activiteiten
Het concern werd op 15 maart 1993 opgericht en was actief als autodealer met veel verschillende merken, waaronder Abarth, Mercedes-Benz, Opel, Ford, Kia Motors en Volvo, Audi, Volkswagen en Škoda. Daarnaast hield het concern zich onder andere bezig met het exploiteren van autobedrijven, het verhuren van auto's en het herstellen van autoschade. Stern had zijn hoofdkantoor in Amsterdam en was actief in de provincies Noord-Brabant, Noord-Holland, Utrecht en Zuid-Holland, maar ook in de provincies Groningen en Drenthe had het vestigingen. Het was Nederlands op een na grootste autodealer (2019).
In maart 2019 werd SternLease verkocht aan de Franse leasemaatschappij ALD Automotive voor 80 miljoen euro. Eind 2018 verklaarde Stern de leaseportefeuille te willen verkopen. De twee bedrijven gingen samenwerken. Stern ging via het eigen dealernetwerk leasecontracten aanbrengen bij ALD en ALD zette Stern in bij het onderhouden, repareren en herstellen van auto’s.
In december 2021 werd aangekondigd dat veel activiteiten overgingen naar Zweedse Hedin Mobility Group AB. Stern verkocht de dealer-,  schadeherstel-, autoverhuur- en holdingactiviteiten voor iets meer dan 100 miljoen euro. Alleen de aandelen in verzekeraar Bovemij bleven bij Stern achter. Hedin is een groot familiebedrijf met activiteiten in Zweden, Noorwegen, Denemarken, Duitsland, België en Zwitserland. Op 9 januari 2023 werd het bedrijf opgesplitst en opgeheven en zijn de dealeractiviteiten van het bedrijf verder gegaan onder de naam Hedin Automotive, een dochteronderneming van het Zweedse bedrijf Hedin Mobility. De verhuuractiviteiten zijn verder gegaan onder de naam MABI Mobility.